# Ишимска равнина
Ишимската равнина или Ишимска степ (на руски: Ишимская равнина, Ишимская степь) е обширна равнина в южната част на Западносибирската равнина, в пределите на Омска, Тюменска и Курганска област на Русия, а южните ѝ части навлизат на територията на Североказахстанска област на Казахстан. Простира се между реките Иртиш на изток и север и Тобол на запад, а на юг постепенно се повишава към Казахскта нископланинска земя. Надморската ѝ височина е 120 – 140 m. Изградена е от пясъчно-глиненсти неогенови наслаги, запечатани отгоре с льосова покривка. Релефът е ридово-долинен. Ридовете (гривите) се простират от североизток на югозапад с плитки долове между тях. В тези понижения и по долините на малкото реки има галямо количество пресни, горчиво-солени и солени езера (Салтаим, Ик, Сазикул и др.). През летния сезон малките езера и реки пресъхват. Основната река, протичаща от юг на север през средата на равнината е Ишим (ляв приток на Иртиш), други са Оша и Вагай, също леви притоци на Иртиш. Преобладават ливадните степи и малките брезови гори („колки“), развити върху излужени и обикновени черноземни и сиви горски почви. Южните ѝ части са разорани и се използват за земеделие.